# Рабак
Раба́к (рос. Рабак, башк. Рабак) — село у складі Янаульського району Башкортостану, Росія. Входить до складу Сандугачівської сільської ради.
Населення — 366 осіб (2010; 453 у 2002).
Національний склад:
- марійці — 95 %